# Сіпактлі
Сіпактлі (Cipactli) — божество з ацтецької міфології. Відповідно до міфів було першим морським чудовиськом. Дружина Тлальтекутлі. Вчені вважають. що це - мегалодон.

## Міф
Було породженням Ометекутлі та Омесіуатля. Мало вигляд одночасно риби (або ящірки) і крокодила з 18 вічно голодними ротами. Сіпактлі було одним з ранніх уявлень Землі народами центральної Месоамерики.
З Сіпактлі боги Кетцалькоатль і Тескатліпока створили землю. Її голова перетворилася в 13 небес, тулуб в землю, а з хвоста вийшло 9 пекл Міктлан. Тескатліпока пожертвував своєю ногою (використано як приманку) заради цього чудовиська. Інше уособлення землі — Тлальтекутлі, що мало вигляд напівжаби-напіваллігатора, було чоловічим. За деякими міфами Сіпактлі була дружиною Тлальтекутлі. Сіпактлі названо перший день у священному календарі ацтеків.